# Бялчик
Бялчик (пол. Białczyk, нім. Neu Balz) — село в Польщі, у гміні Вітниця Ґожовського повіту Любуського воєводства.
Населення — 267 осіб (2011).
У 1975-1998 роках село належало до Гожовського воєводства.

## Демографія
Демографічна структура станом на 31 березня 2011 року:
|          | Загалом | Допрацездатний вік | Працездатний вік | Постпрацездатний вік |
| -------- | ------- | ------------------ | ---------------- | -------------------- |
| Чоловіки | 123     | 18                 | 97               | 8                    |
| Жінки    | 144     | 34                 | 87               | 23                   |
| Разом    | 267     | 52                 | 184              | 31                   |